# 辽朝后宫
辽朝是由契丹人创建的王朝。它的后宫制度与中原汉族政权王朝有着明显差异。契丹人是游牧民族，因此辽朝政治中心在捺缽，皇帝除在辽上京暂住外，经常迁移，“四时巡守”。而“后妃往往长于射御，军旅田猎，未尝不从。”

## 皇后和妃嫔
辽朝仿照突厥人，称皇后为“可敦 ”，契丹语谓之“忒俚塞”，尊称为“褥斡麽”。《辽史·后妃传》记载的辽朝皇后中，大都出身于两个不同族源的契丹萧氏家族。一个是由述律氏赐姓萧氏，另一个则是由拔里氏赐姓萧氏。辽朝开国皇帝耶律阿保机的妻子述律平是辽朝册封的第一位皇后，亦是第一位来自述律氏家族的皇后，而耶律阿保机曾孙辽景宗的皇后萧绰则是第一位来自于拔里氏家族的皇后。萧绰的儿媳、辽圣宗的皇后萧氏则出于述律氏家族。在萧氏被废后，萧绰的侄女蕭菩薩哥成为继任皇后。除此之外，辽世宗第一位皇后甄氏原为后唐宫人，辽穆宗皇后萧氏家系不明。
《辽史·后妃传》记载的妃皆出于契丹萧氏。从《辽史》其余记载可知，妃嫔亦有出身于渤海国和汉人者。但除甄氏外，皆无明确被册封为皇后或妃者。而辽世宗册立甄氏为皇后后，又册立祖母述律平的侄女蕭撒葛只为皇后。甄氏和蕭撒葛只是辽朝仅有的两个同时存在的皇后。
辽朝初期，後宮称号仅记载“妃”和“宫人”两种，妃是具体位号或泛称，无法考证。辽景宗时，出现“贵妃”的位号，其后记载的妃的位号有元妃、德妃、惠妃、文妃四种。妃以下的位号，仅知辽圣宗朝有丽仪、淑仪、昭仪、顺仪、芳仪、和仪六种，这与唐玄宗朝的“六仪”类似，但是否仅有“六仪”，不得而知。《契丹国志》称辽道宗皇后蕭觀音入宫为芳仪，后进位昭仪，这个记载与《辽史·后妃传》内容相矛盾。又有尚寝、尚服、尚功、尚书四种位号。其中，尚寝、尚服、尚功在隋唐时既有设置。隋唐置六局女官，或称“六尚”。这四种位号是女官或低阶妃嫔位号，不得而知。辽末天祚帝时，皇子赵王耶律習泥烈生母赵昭容。冯校版本则认为：赵昭容为“赵（赵王）”字衍生出来。另外《辽史·后妃传》中除甄氏外，皇后和妃嫔皆记录了名字或小字，这在中国各朝代的后妃记载中，是极为少见的。
辽朝初期，皇太子耶律倍有妾称“美人”，是否是太子妾室正式位号不得而知。
有學者認為契丹和回鹘同源，契丹萧氏是回鹘裔。

## 宦官
《辽史》有两位宦官王继恩和赵安仁的传记，两人皆为年幼被俘阉割，而成为宦官。
辽朝俘虜來並强行阉割的汉人宦官，都只是后妃的奴隶，無權干預朝政。

## 日常起居
皇太后、皇太妃帐，皆有著帐诸局。

## 备注
1. ↑  辽景宗的渤海妃，“妃”是位号或泛指，不得而知。
2. ↑  辽圣宗的淑仪耿氏。